# 膜叶椴
膜叶椴（学名：Tilia membranacea）是锦葵科椴树属的植物，是中国的特有植物。分布在中国大陆的湖南、江西等地，生长于海拔1,350米至1,420米的地区，多生长于林中以及山坡疏林中，目前已由人工引种栽培。